# Timon pater
Timon pater är en ödleart som beskrevs av  Fernand Lataste 1880. Timon pater ingår i släktet Timon och familjen lacertider.
Denna ödla förekommer i norra Algeriet och norra Tunisien. Den lever i låglandet och i bergstrakter upp till 2000 meter över havet. Habitatet varierar mellan skogar, buskskogar, gräsmarker, klippiga landskap med glest fördelad växtlighet och olivträdodlingar. Honor lägger två till tjugo ägg per tillfälle.
Beståndet påverkas i viss mån av landskapsförändringar när stenhögar som utgör gömställen försvinner. Flera exemplar dödas i trafiken. Hela populationen minskar måttlig. IUCN listar arten som livskraftig (LC).

## Underarter
Arten delas in i följande underarter:
- T. p. pater
- T. p. tangitana